# Proměnění Páně

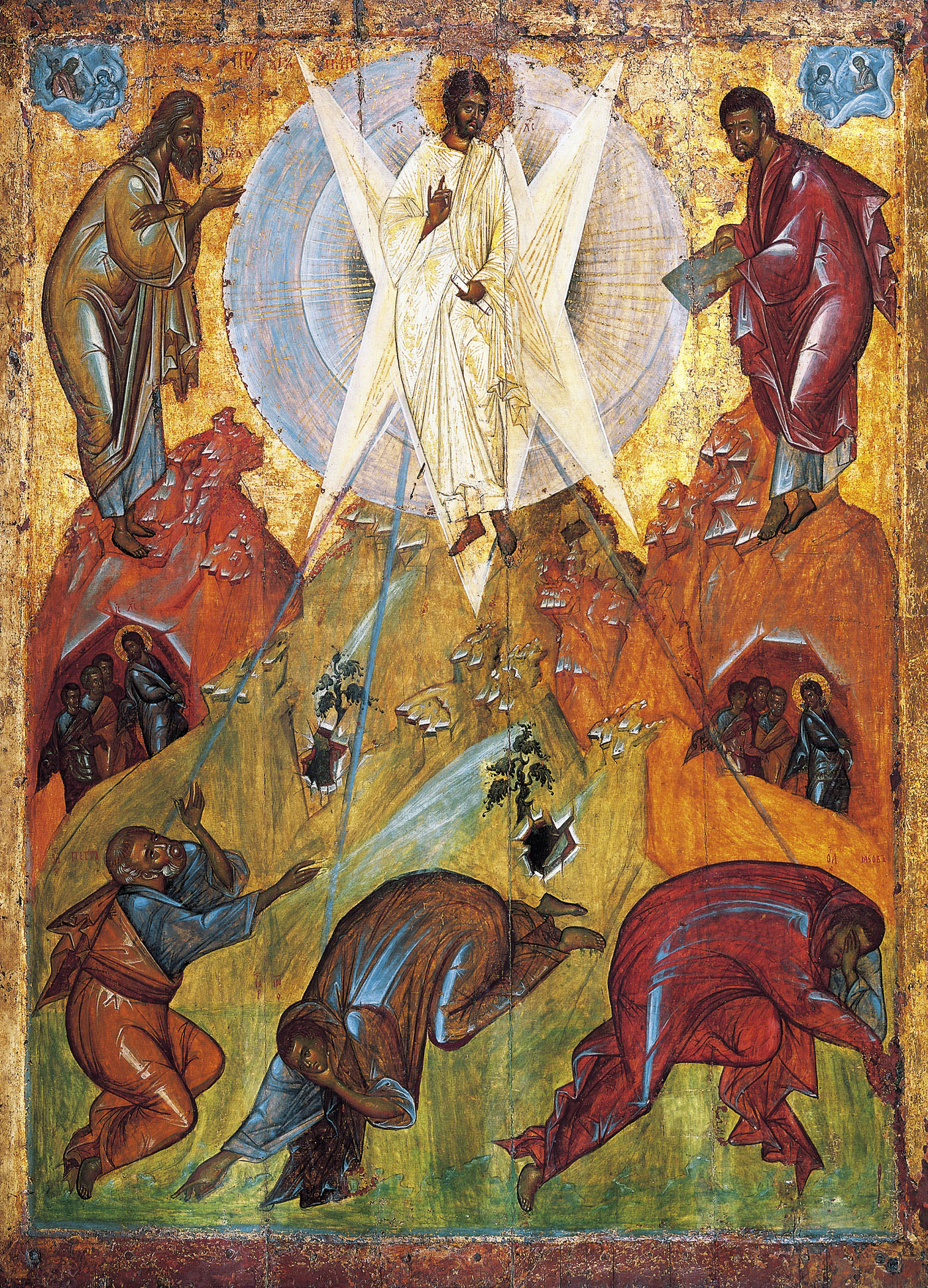
Ikona Proměnění Páně (Feofan Grek, kolem 1400)

Proměnění Páně označuje v křesťanství jednu epizodu života Ježíše Krista, kterou podávají synoptická evangelia, kdy Ježíš vyvedl tři apoštoly (Petra, Jakuba a Jana) na horu, kterou tradice ztotožňuje s horou Tábor, kde byl proměněn, jeho obličej oslnivě zbělel a Ježíš rozmlouval s Elijášem a Mojžíšem. Hlas z oblaku přitom označuje Ježíše za milovaného Syna.

## Církevní svátek
V církvi tuto událost dnes připomíná zvláštní svátek liturgického roku. Patří mezi tzv. svátky Páně, na Východě se pak řadí v byzantském ritu k dvanácti velkým svátkům. Svátek připadá na 6. srpna. V římskokatolické církvi tuto událost připomíná také jedno z růžencových tajemství ustanovených Janem Pavlem II. V protestantství připadá neděle Proměnění na poslední neděli po Zjevení, tedy na únor či březen.

## RaffaelovoProměnění

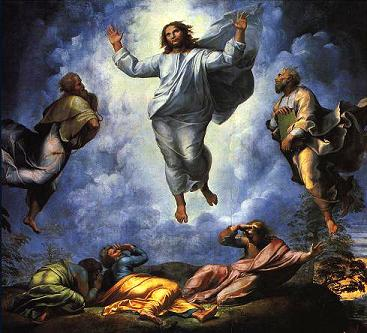
Výřez Raffaelova Proměnění (1520)

Proměnění (1517–1520) je jedním z nejslavnějších Raffaelových obrazů, který byl dokončen až po jeho smrti Giuliem Romanem. Obraz nezvyklým způsobem spojuje scénu proměnění s apoštoly, kteří se neúspěšně pokoušejí vyhnat z posedlého dítěte zlého ducha (tato epizoda v evangeliu bezprostředně následuje). Tento kontrast bývá vykládán jako symbolické znázornění boží milosti. Německý filozof Friedrich Nietzsche interpretuje tento obraz jako vyobrazení konfliktu mezi apollónským a dionýsovským uměním.